# Furies déchaînées
Furies déchaînées (titre original : Woken Furies) est un roman de science-fiction postcyberpunk écrit par Richard Morgan en 2005, suite de Carbone modifié et de Anges déchus, dans lequel on retrouve le personnage de Takeshi Kovacs.
Roman hyper-noir, high-tech, ultra-violent, écrit dans l'argot des bas quartiers de Harlan, en proie au pouvoir des grandes familles, des yakuzas et des religieux intégristes. 

## Résumé
Au XXVIIe siècle, Takeshi Kovacs se retrouve dans une nouvelle enveloppe, ou corps humain, de retour sur sa planète natale Harlan. Il est en fuite après avoir commis de nombreuses attaques contre les Chevaliers de la Nouvelle Apocalypse, un ordre religieux extrémiste. Deux ans plus tôt, il est allé retrouver son ancien amour Sarah Sachilowska, qui avait rejoint avec son compagnon Josef et leur fille l'ordre de la Nouvelle Apocalypse quelque temps plus tôt. Il n'a trouvé que son compagnon Josef qui lui a raconté le décès accidentel de sa fille puis la volonté de Sarah de récupérer sa pile corticale afin de la faire réenvelopper dans un nouveau corps, violant ainsi les principes de la Nouvelle Apocalypse. Josef refusant de l'aider, elle s'est enfuie mais a été rattrapée par les membres de son ordre, qui l'ont tuée puis ont jeté sa pile corticale et celle de sa fille dans la mer, les empêchant ainsi d'être réenveloppées.
Peu après sa dernière attaque contre les Chevaliers de la Nouvelle Apocalypse, Kovacs sauve une femme nommée Sylvie Oshima d'un groupe de fanatiques religieux, qu'il décime. En retour, elle lui permet de se réfugier avec son équipe de mercenaires « déClass ». Ces derniers sont chargés de mettre hors service du matériel militaire autonome qui s'est déchaîné sur l'île de New Hokkaido. Sylvie dirige le groupe, les coordonnant pendant les missions en utilisant ses circuits et logiciels biologiquement implantés.
Au cours d'une de ces missions, Sylvie s'effondre. Quand elle reprend conscience, Kovacs se rend compte que sa personnalité semble avoir été remplacée par celle d'une femme nommée Nadia Makita, qui n'est autre que la leader révolutionnaire surnommée Quellcrist Falconer, morte depuis longtemps.
Lorsque l'équipe de Sylvie revient de New Hokkaido, ils découvrent qu'une version plus jeune de Kovacs a été illégalement dupliquée dans un corps différent et que la famille Harlan, gouvernant la planète, l'a missionné pour récupérer Sylvie. Après quelques péripéties, la majeure partie de l'équipe de Sylvie est tuée et cette dernière est capturée. Kovacs projette de la délivrer. Pour cela, il se rapproche de ses vieux associés criminels, les Petits Scarabées Bleus, toujours dirigés par Virginia Vidaura, celle qui l'a formé lors de son incorporation chez les Diplos.
Les Petits Scarabées Bleus lancent une attaque réussie sur une forteresse de Harlan et sauvent Sylvie. Se cachant des forces de Harlan dans une base flottante, les néo-quellistes sont trahis par son propriétaire puis repris. Un assaut sur la base de Kovacs et d'un de ses anciens amis, membre des Corps Diplomatiques (Diplo), se termine mal lorsque Kovacs est trahi par son ami Diplo. Ce dernier est en fait en mission avec plusieurs autres Diplos depuis plusieurs années afin de récupérer Sylvie car cette dernière a établi sans le vouloir une connexion avec les stations orbitales automatisées de Harlan, laissées par les Martiens. Grâce à cette connexion, Sylvie déclenche appelle le feu céleste, un faisceau à haute énergie, qui élimine leurs ravisseurs. Le jeune Kovacs est tué dans la foulée.
Sylvie explique que le feu céleste, en plus de sa fonction de destruction connue de tous, est un appareil d'enregistrement. Ainsi, Quellcrist Falconner, ayant été tuée dans un hélicoptère qui a été touché par le feu céleste, a été copiée. Lorsque la technologie des équipes déClass a été suffisamment avancée, sa personnalité a pu s'insérer dans les implants de Sylvie et coexister dans son corps.
Le roman se termine avec Takeshi Kovacs, Virginia Vidaura et Sylvie Oshima attendant de voir s'ils peuvent utiliser la nouvelle connexion de cette dernière avec les orbitales et l'expansion d'un virus génétique dormant depuis longtemps pour retourner la population contre l'oligarchie de la famille Harlan.

## Les personnages
- Takeshi Kovacs est de retour sur sa planète natale, Harlan, mais il est au plus mal car il s'est fait voler son enveloppe, se retrouvant dans une enveloppe synthétique de basse qualité, avec une blessure aux côtes. Il est aussi pourchassé par sa propre copie illégale, plus jeune de deux cents ans, injectée dans une enveloppe équipée militaire « Harkany Neurosystems », et missionné par la famille Harlan pour le tuer, d'une vraie mort. Il s'est mis aussi à dos à la fois les « barbus » (les intégristes religieux de la Nouvelle Apocalypse, sévissant sur la planète) et les yakuzas.
- Sylvie Oshima, capitaine, « tête de contrôle » d'un groupe de mercenaires « déClass », chargé de détruire les mines militaires intelligentes et évolutives : les « minmills », sur le continent de « New Hokkaido », continent abandonné depuis 300 ans à la suite du conflit postcolonial entre les révolutionnaires quellistes et le gouvernement.
- Nadia Makita, jeune étudiante d'Harlan devenue leader révolutionnaire de Harlan sous le nom de Quellcrist Falconer. Après l'échec d'une première révolte et un exil de cinquante ans, où elle a mis à profit sa théorie de dispersion des idées révolutionnaires, Quellcrist Falconer a repris la guerre de décolonisation. Elle a été abattue par les orbitaux alors qu'elle tentait d'échapper aux forces gouvernementales. Elle semble être de retour comme personnalité hébergée par Sylvie Oshima à travers ses circuits et logiciels biologiquement implantés.

## Adaptation
- La deuxième saison de la série de Netflix Altered Carbon reprend  certains personnages du deuxième tome de la série Anges déchus (Kemp, Carrera, Fouilles 301) mais possède une trame se rapprochant de celle de Furies déchaînées. Anthony Mackie y joue le rôle principal, tenu précédemment par Joel Kinnaman[1].